# John Shimkus

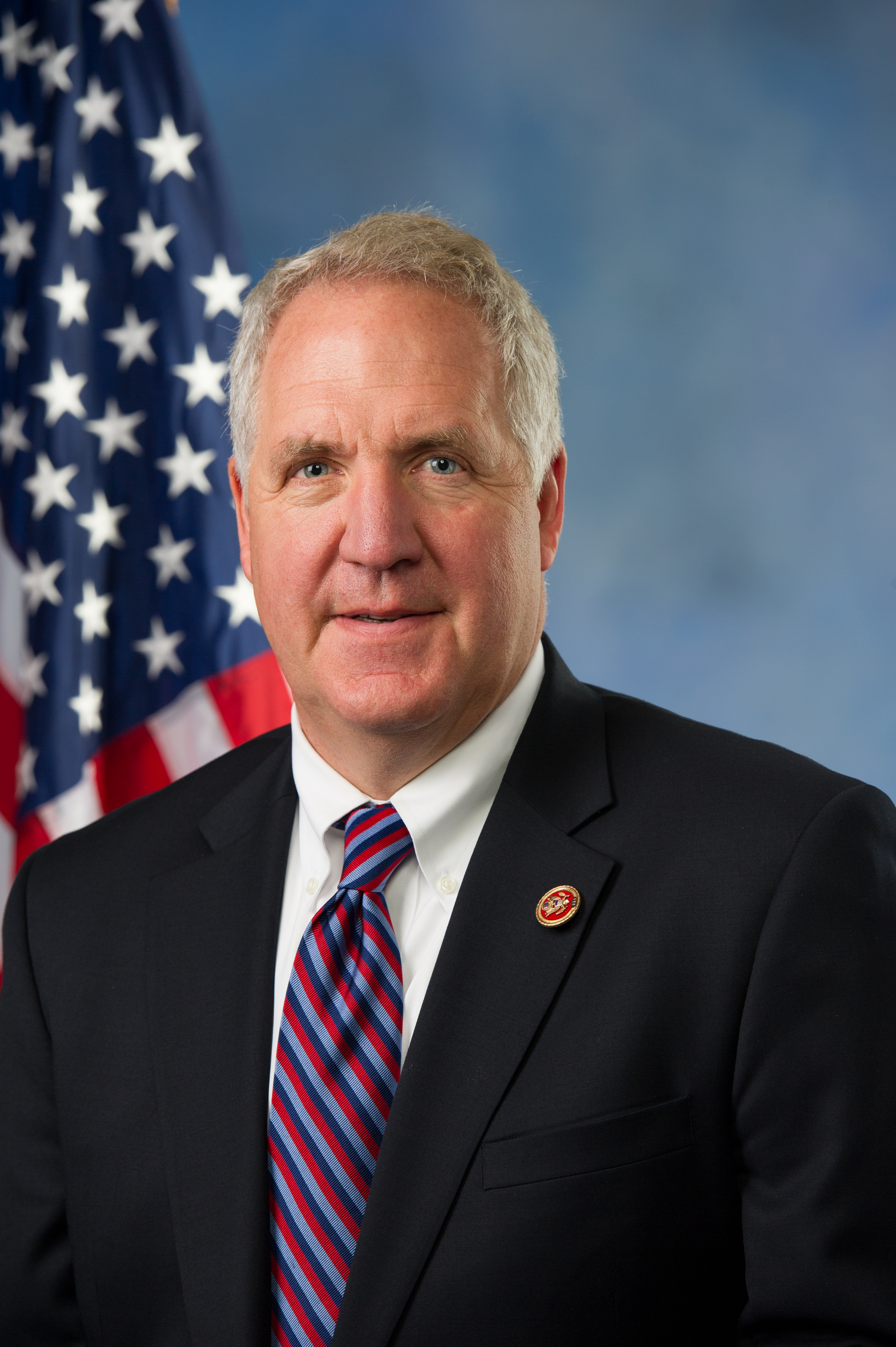
John Shimkus 2014.

John Mondy Shimkus, född 21 februari 1958 i Collinsville, Illinois, är en amerikansk republikansk politiker. Han är ledamot av USA:s representanthus från Illinois sedan 1997.
Shimkus utexaminerades 1980 från United States Military Academy. Han tjänstgjorde i USA:s armé 1980-1986. Han avlade 1997 sin MBA vid Southern Illinois University.
Kongressledamoten Richard Durbin kandiderade i senatsvalet 1996 och vann. Shimkus vann kongressvalet och efterträdde Durbin i representanthuset i januari 1997. Under augusti 2019 meddelade Shimkus att han inte kommer att kandidera för omval år 2020.
Shimkus är lutheran av litauisk härkomst. Det ursprungliga litauiska efternamnet är Šimkus.